# Thriller (마이클 잭슨의 음반)
《Thriller》는 미국의 가수 마이클 잭슨의 여섯 번째 스튜디오 음반이자 성인 시절 두 번째 음반이다. 1982년 11월 30일 에픽 레코드를 통해 발매되었다. 《Thriller》는 이전 작인 《Off the Wall》과 비슷한 장르로 이루어져 있는데, 포스트 디스코, 팝, 알앤비, 록, 펑크, 어덜트 컨템포러리 음악을 실었다. 녹음은 로스앤젤레스의 웨스트레이크 레코딩 스튜디오에서 1982년 4월부터 11월까지 프로듀서 퀸시 존스의 지원하에 75만 달러 제작비로 진행했다.
앨범에서 아홉 곡의 수록곡 중 네 곡은 잭슨이 작사/작곡했다. 앨범에서 발매된 7장의 싱글은 모두 빌보드 핫 100 10위권에 진입했다. 이는 전작 《Off the Wall》이 세운 신기록을 깬 것이다. 이 중 세 곡은 뮤직비디오도 공개했다. 《Thriller》는 여러 자료를 통해 세계적으로 7,000만 장을 판매했다고 추정되며, 이는 역사상 가장 많이 팔린 음반으로 기네스북에도 등재됐다.T 이 기록은 현재까지도 이어지고 있다. 미국에서는 2,900만 장이 팔리며 이글스의 《Their Greatest Hits (1971–1975)》와 함께 가장 많이 팔린 음반으로 기록 되고 있다. 1984년 그래미상에서는 12개 부문 노미네이트되고 올해의 앨범 부문을 포함한 여덟 부문에서 상을 받았다. 이는 최다 노미네이트/최다 수상이라는 신기록을 세운 것이다.
《Thriller》를 통해 잭슨은 로널드 레이건 대통령과 만날 수 있었으며 인종차별의 벽을 허무는데 큰 기여를 하였다. 롤링 스톤이 선정한 역사상 가장 위대한 500개의 음반 중에서 20위를 차지했으며 《National Association of Recording Merchandisers》이 선정한 역사상 가장 위대한 음반 3위를 차지하였다. 《Thriller》음반은 그 중요성이 인정되어 국립 음반 등록소에 등재됐으며 〈Thriller〉의 뮤직비디오는 그 가치가 인정되어 뮤직비디오로는 유일하게 국립 영화 보존 목록에 포함됐다. 2008년에는 그래미 어워드 명예의 전당에 헌액된다.

## 배경
음악적 대찬사를 받은 잭슨의 이전 앨범 《Off the Wall》 (1979)은 세계적으로 2,000만 장의 판매량을 기록하며 상업적인 성공까지 거뒀다. 《Off the Wall》과 《Thriller》를 발매할 사이 가수로써 과도기가 찾아왔고, 독립성이 증가되는 기간이었다.

## 수록곡
| #             | 제목                                                             | 작사·작곡               | 프로듀서             | 재생 시간 |
| ------------- | ---------------------------------------------------------------- | ----------------------- | -------------------- | --------- |
| 1.            | Wanna Be Startin' Somethin'                                      | 잭슨                    | 퀸시 존스 잭슨 (co.) | 6:03      |
| 2.            | Baby Be Mine                                                     | 로드 템퍼튼             | 존스                 | 4:20      |
| 3.            | The Girl Is Mine (녹음 1982년 4월 14일, 16일) (with 폴 매카트니) | 잭슨                    | 존스 잭슨 (co.)      | 3:42      |
| 4.            | Thriller (featuring 빈센트 프라이스)                             | 템퍼튼                  | 존스                 | 5:57      |
| 5.            | Beat It (featuring 에디 반 헤일런)                               | 잭슨                    | 존스 잭슨 (co.)      | 4:18      |
| 6.            | Billie Jean                                                      | 잭슨                    | 존스 잭슨 (co.)      | 4:54      |
| 7.            | Human Nature                                                     | 스티브 포카로 존 베티스 | 존스                 | 4:06      |
| 8.            | P.Y.T. (Pretty Young Thing)                                      | 제임스 잉그램 존스      | 존스                 | 3:59      |
| 9.            | The Lady in My Life                                              | 템퍼튼                  | 존스                 | 5:00      |
| 총 재생 시간: | 총 재생 시간:                                                    | 총 재생 시간:           | 총 재생 시간:        | 42:19     |

| #   | 제목                                          | 작사·작곡                        | 재생 시간 |
| --- | --------------------------------------------- | -------------------------------- | --------- |
| 10. | Quincy Jones Interview #1                     |                                  | 2:19      |
| 11. | Someone in the Dark (recorded June 1981)      | 앨런 베리만 마릴린 베리만 템퍼튼 | 4:54      |
| 12. | Quincy Jones Interview #2                     |                                  | 2:04      |
| 13. | there must be more to life than this ((solo)) | 잭슨                             | 3:26      |
| 14. | Quincy Jones Interview #3                     |                                  | 3:10      |
| 15. | Rod Temperton Interview #1                    |                                  | 4:03      |
| 16. | Quincy Jones Interview #4                     |                                  | 1:32      |
| 17. | Voice-Over Session from Thriller              | Temperton                        | 2:52      |
| 18. | Rod Temperton Interview #2                    |                                  | 1:56      |
| 19. | Quincy Jones Interview #5                     |                                  | 2:01      |
| 20. | Carousel                                      | 마이클 셈벨로 돈 프리먼          | 1:49      |
| 21. | Quincy Jones Interview #6                     |                                  | 1:17      |

## 차트
《Thriller》는 1983년부터 1984년까지 많은 나라에서 그 해 가장 많이 판 음반 중 하나로, 미국, 영국, 독일, 일본, 프랑스, 캐나다, 오스트레일리아, 스웨덴, 뉴질랜드, 네덜란드 차트에서 1위를 했다.
| 차트 (1983)              | 순위 |
| ------------------------ | ---- |
| 오스트레일리아 음반 차트 | 1    |
| 오스트리아 음반 차트     | 1    |
| 캐나다 음반 차트         | 1    |
| 프랑스 음반 차트         | 1    |
| 이탈리아 음반 차트       | 1    |
| 일본 음반 차트           | 6    |
| 영국 음반 차트           | 1    |
| 미국 빌보드 200          | 1    |
| 서독일 음반 차트         | 2    |
| 차트 (1984)              | 순위 |
| 오스트레일리아 음반 차트 | 2    |
| 오스트리아 음반 차트     | 3    |
| 캐나다 음반 차트         | 4    |
| 일본 음반 차트           | 1    |
| 스위스 음반 차트         | 1    |
| 영국 음반 차트           | 6    |
| 미국 빌보드 200          | 1    |
| 차트 (2009)              | 순위 |
| 독일 음반 차트           | 40   |
| 러시아 국제 음반 차트    | 39   |
| 차트 (2010)              | 순위 |
| 미국 빌보드 200          | 137  |
| 차트 (2012)              | 순위 |
| 미국 빌보드 200          | 88   |
| 차트 (2013)              | 순위 |
| 미국 빌보드 200          | 52   |

| 차트 (1980–89)           | 순위 |
| ------------------------ | ---- |
| 오스트레일리아 음반 차트 | 3    |
| 오스트리아 음반 차트     | 1    |
| 일본 음반 차트           | 2    |
| 영국 음반 차트           | 3    |

## 인증
| 국가                                                                                         | 인증                        | 판매량/출하량 |
| -------------------------------------------------------------------------------------------- | --------------------------- | ------------- |
| 아르헨티나 (CAPIF)                                                                           | 다이아몬드                  | 576,779       |
| 오스트레일리아 (ARIA)                                                                        | 16× 플래티넘                | 1,150,000     |
| 오스트리아 (IFPI 오스트리아)                                                                 | 8× 플래티넘                 | 400,000*      |
| 벨기에                                                                                       | —                           | 300,000       |
| 브라질                                                                                       | —                           | 1,500,000     |
| 캐나다 (뮤직 캐나다)                                                                         | 2× 다이아몬드               | 2,400,000     |
| 덴마크 (IFPI Danmark)                                                                        | 6× 플래티넘                 | 480,000^      |
| 덴마크 (IFPI Danmark) reissue                                                                | 3× 플래티넘                 | 60,000        |
| 핀란드 (Musiikkituottajat)                                                                   | 플래티넘                    | 129,061       |
| 프랑스 (SNEP)                                                                                | 다이아몬드                  | 3,494,200     |
| 독일 (BVMI)                                                                                  | 3× 플래티넘                 | 1,500,000^    |
| 홍콩 (IFPI 홍콩)                                                                             | 플래티넘                    | 50,000        |
| 헝가리 (MAHASZ)                                                                              | 플래티넘                    |               |
| 인도                                                                                         | —                           | 100,000       |
| 이스라엘                                                                                     | 2× 플래티넘                 | 80,000        |
| 이탈리아                                                                                     | —                           | 700,000       |
| 이탈리아 (FIMI) sales since 2009                                                             | 3× 플래티넘                 | 150,000       |
| 일본 (RIAJ)                                                                                  | 골드                        | 2,500,000     |
| 멕시코 (AMPROFON)                                                                            | 다이아몬드+2× 플래티넘+골드 | 1,600,000^    |
| 네덜란드 (NVPI)                                                                              | 8× 플래티넘                 | 1,400,000     |
| 뉴질랜드 (RMNZ)                                                                              | 12× 플래티넘                | 180,000^      |
| 남아프리카 공화국 (RISA)                                                                     | 3× 플래티넘                 | 120,000       |
| 대한민국                                                                                     | —                           | 50,000        |
| 스웨덴 (GLF)                                                                                 | 4× 플래티넘                 | 400,000^      |
| 스위스 (IFPI 스위스)                                                                         | 6× 플래티넘                 | 300,000^      |
| 영국 (BPI)                                                                                   | 13× 플래티넘                | 4,470,000     |
| 미국 (RIAA)                                                                                  | 34× 플래티넘                | 34,000,000    |
| 유고슬라비아                                                                                 | —                           | 112,000       |
| 요약                                                                                         |                             |               |
| 유럽 (IFPI) For sales in 2009                                                                | 플래티넘                    | 1,000,000*    |
| 전 세계                                                                                      | —                           | 70,000,000    |
| *판매량을 기반으로 한 인증 · ^출하량을 기반으로 한 인증 · 판매량+스트리밍을 기반으로 한 인증 |                             |               |

## 같이 보기
- Thriller (노래)
- Behind the Mask (노래)
- 가장 많이 팔린 음반 목록
- 독일에서 가장 많이 팔린 음반 목록
- 일본에서 가장 많이 팔린 음반 목록
- 영국에서 가장 많이 팔린 음반 목록
- 미국에서 가장 많이 팔린 음반 목록